# Casseli csata (1071)
A casseli csatát 1071. február 22-én vívták III. Arnulf flamand gróf és nagybátyja, a lázadó Fríz Róbert csapatai.  Arnulf 1070-ben örökölte a flamand és hainaut-i grófi címeket apja, VI. Balduin flamand gróf halála után és anyjával, Richildével közösen uralkodott.
Arnulf nagybátyja, Fríz Róbert esküt tett, hogy nem akadályozza meg Arnulf öröklését, de VI. Balduin halála után szinte azonnal megtámadta az öröklést, és sereget toborzott Észak-Flandriában. Arnulf segítségére sietett anyja harmadik férje, William FitzOsbern normann gróf is, aki seregével átkelt a La Manche-csatornán és részt vett a rákövetkező csatában. I. Fülöp francia király is csapatokat küldött, mivel Fülöp nagynénje, Adele de France, V. Balduin flamand gróf (Arnulf nagyapja) felesége volt, illetve csatlakozott hozzájuk II. Eustace boulogne-i gróf és Bouillon Gottfried is.
A számszerűleg túlerőben lévő sereget azonban Róbert megtámadta, mielőtt az fel tudott volna sorakozni a csatához és a küzdelemben megölték Arnulfot és Williamet is. Arnulf anyja, Richilde is Róbert fogságába esett, viszont Eustace gróf katonái magát Róbertet ejtették foglyul. Richilde szabadon engedésével végül Róbert is kiszabadult és elfoglalta Flandria trónját. Richilde kisebbik fiához, II. Balduin hainaut-i grófhoz csatlakozott akivel további sikertelen kísérleteket tettek Flandria visszaszerzésére.